# روبرتو سانشيز (منافس ألعاب قوى)
روبرتو سانشيز (بالإسبانية: Roberto Sánchez)‏ هو منافس ألعاب قوى مكسيكي، (و. 1910  م).

## وصلات خارجية
- روبرتو سانشيز على موقع أوليمبيديا (الإنجليزية)